# Ронге, Фолькер
Фолькер Ронге (род. 2 февраля 1943, Гура, Нижнесилезское воеводство) — немецкий социолог и политолог.

## Биография
Фолькер Ронге, чья семья бежала в 1945 году из Гурау, провел детство в Ольденбурге. После окончания школы в 1962 году, Фольке Ронге служил 3 года в армии. После службы, в 1965 году, он поступил в Свободный университет Берлина, где изучал политологию и юриспруденцию и защитил диплом по политологии. С 1969 года он 3 года работал в исследовательском проекте «Политическое планирование в ФРГ», финансированном немецким научно-исследовательским обществом.
В 1972 году Фолькер Ронге защитил диссертацию в Бременском университете и переехал в Штарнберг, где работал в качестве научного сотрудника в Институте по исследованию условий жизни научно-технического мира Общества Макса Планка под руководством Карла Фри́дриха фон Вайцзе́ккера и Ю́ргена Ха́бермаса. В 1976 году Фолькер Ронге защитил докторскую диссертацию по политологии в Свободном университете Берлина. В 1979 году он стал директором института по изучению общественного мнения Infratest в Мюнхене.
В 1982 году Бергский университет Вупперталя пригласил Фолькера Ронге на должность профессора общей социологии со специализацией «Макроструктурный анализ общества». Несколько лет Фолькер Ронге был деканом отделения общественных наук. В 1991 году он стал проректором по планированию и финансам. С 1999 по 2008 год Фолькер Ронге был (пятым по счету) ректором Бергского университета Вупперталя, который был основан в 1972.

## Работа в качестве гостевого профессора
В качестве гостевого профессора Фолькера Ронге приглашали преподавать в Роскилле (Дания), Инсбрук (Австрия), Лейден (Нидерланды), Кошице (Словакия), Калининград (Россия), а также в Берлин и Мюнхен.

## Работа и проекты в России, Белоруссии и Украине
- 1993 г.: Консультация российского правительства относительно миграционной политики (в качестве эксперта IOM — International Organisation for Migration)
- 1996—1998 гг.: Консультация российского правительства относительно социальной политики (в качестве эксперта в программе Евросоюза TACIS — Technical Assistence to the Commonwealth of Independent States)
- С 2006 года: немецко-русские летние и зимние школы по социологии в Сушнево/Москве, Стайках и Раубичах/Минске, в Уфе и Киеве
- Совместно с локальной газетой «Вперед» Петушинского района Фолькер Ронге опубликовал серию статей о жизни в том городе, в котором он проживал в тот момент — Траунштайне — для того, чтобы познакомить читателей с жизнью немецкого городка, по структуре похожего на Петушки.
- Проект «Менеджмент в сфере культуры»: Совместно с Башкирской академией государственной службы и управления при президенте республики Башкортостан в Уфе Фолькер Ронге провел исследование с изучением нескольких конкретных случаев по вопросу менеджмента в сфере культуры. В проекте также участвовали Анна Травкина из Москвы, Галия Хисматуллина, преподаватель немецкого языка из Башкирского государственного университета (ныне Уфимский университет науки и технологий) и Хельмут Хопп, профессор из Людвигсбургской высшей школы управления.
- В сотрудничестве с литературным журналом в Уфе «Бельские просторы» Фолькер Ронге инициировал публикацию рецензий на книги современных немецких авторов, переведенные на русский язык.
- Фолькер Ронге подготовил и опубликовал в сотрудничестве с Белорусским государственным университетом информатики и радиоэлектроники серию статей по маркетингу. Их отличительной чертой стала соционаучная подача, в отличие от большинства публикаций по маркетингу, которые имеют прикладной характер[1].

За всеми проектами (кроме консультации российского правительства) стояло желание Фолькера Ронге привнести в российскую, белорусскую и украинскую науку/журналистику что-то новое. В России Фолькер Ронге очень часто выбирал немосковские организации в качестве своих партнеров.
Его проекты почти никогда не имели спонсоров, сам Фолькер Ронге при этом почти никогда не получал гонораров. Все свои проекты Фолькер Ронге реализовывал за счет своего научного идеализма и вовлеченности в свое дело.

## Зимние и летние школы
Для своих зимних и летних школ Фолькер Ронге разработал педагогическую концепцию, которая легла в основу каждой летней или зимней школы. Фолькер Ронге выбирал приятное место вне университета, где студенты ночевали, завтракали, обедали и ужинали, собирал группу из 12-20 студентов из разных стран, городов и из разных университетов. На протяжении одной недели 24 часа в сутки студенты были вместе — друг с другом и профессором. Основной программой летних и зимних школ были лекции на немецком языке по темам на стыке социологии, экономики, СМИ и журналистики, которые Фолькер Ронге читал самостоятельно. Лекции сменялись практическими заданиями в небольших группах. Кроме лекций, для студентов были организованы экскурсии: как культурные (в музеи и близлежащие города), так и производственные (в издательства, туристические компании, на фабрики и заводы).
Источники финансирования Фолькер Ронге находил в Германии самостоятельно. Чаще всего летние и зимние школы финансировал сам профессор. Но были и случаи, когда Фолькер Ронге находил спонсоров в своем окружении. Для студентов участие в летних и зимних школах было полностью бесплатным.

## Почетные степени
Фолькер Ронге является:
- почетным доктором Технического университета в Кошице в Словакии (степень получил в 2004 году);
- почетным доктором Белорусского государственного университета информатики и радиоэлектроники в Минске (степень получил в 2009 году);
- почетным доктором Башкирского государственного университета (ныне Уфимский университет науки и технологий) в Уфе (степень получил в 2014 году);
- почетным профессором Башкирской академии государственной службы и управления при президенте республики Башкортостан в Уфе (степень получил в 2012 году);
- почетным профессором Академии Медиаиндустрии в Москве (степень получил в 2013 году).